# Majstorovići
Majstorovići (cyr. Мајсторовићи) – wieś w Bośni i Hercegowinie, w Republice Serbskiej, w gminie Vlasenica. W 2013 roku liczyła 49 mieszkańców.